# ابری با احتمال بارش کوفته‌قلقلی (فیلم)
ابری با احتمال بارش کوفته قلقلی (انگلیسی: Cloudy with a Chance of Meatballs)، یک فیلم پویانمایی رایانه‌ای علمی-تخیلی کمدی آمریکایی محصول سال ۲۰۰۹ شرکت سونی پیکچرز انیمیشن است که در تاریخ ۱۸ سپتامبر ۲۰۰۹ اکران شد و توسط کلمبیا پیکچرز توزیع گردید. این فیلم اقتباسی آزاد از کتابی به همین نام برای کودکان نوشتهٔ جودی بَرِت و ران برت است. فیل لرد و کریستوفر میلر کارگردانی و نویسندگی این اثر را برعهده دارند. بیل هیدر، آنا فاریس، جیمز کان، اندی سمبرگ، بروس کمپبل، آقای تی و بنجامین برت از صداپیشگان این انیمیشن هستند. این فیلم یک مخترع مشتاق به نام فلینت لاکوود را نشان می‌دهد که پس از یک سری آزمایشات ناموفق، ماشینی را اختراع می‌کند که آب را به غذا تبدیل می‌کند. پس از اینکه این ماشین بیش از حد هوشیار می‌شود، یک طوفان غذایی ایجاد می‌کند و فلینت باید آن را متوقف کند و دنیا را نجات دهد.
ابری با احتمال بارش کوفته‌قلقلی در تئاتر دهکده مان در لس آنجلس، کالیفرنیا در ۱۲ سپتامبر ۲۰۰۹ نمایش داده شد و شش روز بعد در ۱۸ سپتامبر توسط گروه سینمایی سونی پیکچرز تحت برچسب کلمیبا پیکچرز در آمریکا اکران شد. این فیلم با بودجه ۱۰۰ میلیون دلاری بیش از ۲۴۳ میلیون گیشه در سراسر دنیا به‌دست‌آورد. این فیلم عموماً نقدهای مثبتی از سوی منتقدان دریافت کرد که از جلوه‌های بصری رنگارنگ، طنز، شخصیت‌ها، صداگذاری و موسیقی آن تمجید کردند، درحالی که طراحی‌های ساده شخصیت‌ها نامناسب بودند. این فیلم از آن زمان به یک فرنچایز تبدیل شده است و دنباله‌ای به نام ابری با احتمال بارش کوفته‌قلقلی ۲ دارد که در ۲۷ سپتامبر ۲۰۱۳ اکران شد و همچنین یک مجموعه تلویزیونی براساس فیلم دارد که در ۲۰ فوریه ۲۰۱۷ در شبکه کارتون نت‌ورک بدون حضور هیچ‌یک از بازیگران اصلی پخش شد.

## داستان
مخترع جوان، فلینت لاکوود، با پدرش تیم و میمون خانگی‌اش استیو در آبشار اسوالو، جزیره‌ای در اقیانوس اطلس زندگی می‌کند. اقتصاد جزیره کاملاً بر پایۀ فروش ساردین‌ها بنا شده است، که به‌دلیل تصمیم سایر نقاط جهان مبنی بر اینکه این ماهی‌ها «خیلی بد هستند»، کاهش یافته و ساکنان آبشار اسوالو مجبور به خوردن تمام ساردین‌ها شده‌اند.
فلینت دستگاه «تکثیرکنندۀ غذای دیاتونیک سوپر جهش‌یافته فلینت لاکوود» (فلدسمدفر) را اختراع می‌کند، که آب را به غذا تبدیل می‌کند، به‌منظور گسترش رژیم غذایی شهر. او هنگام تلاش برای وصل‌کردن این دستگاه جدید به برق خانه‌اش، برق خانه را قطع می‌کند و این موضوع موجب ناراحتی تیم می‌شود، چرا که او آرزو دارد فلینت اختراعاتش را رها کند و کسب‌وکار خانوادگی خود که مربوط به تجهیزات و طعمه‌گذاری است را اداره کند. فلینت سعی می‌کند فلدسمدفر را به یک پست برق محلی وصل کند، اما دستگاه دچار اضافه‌بار می‌شود و به سمت شهر پرتاب شده و به آسمان می‌رود. در این روند، یک پارک تفریحی جدید با تم ساردین که به منظور احیای اقتصاد جزیره ساخته شده بود، ویران می‌شود و این موضوع موجب خشم شهردار شلبورن و سایر ساکنان می‌گردد. پس از آن، فلینت ناامید با سامانتا «سم» اسپارکس، یک هواشناس از شهر نیویورک که فرصت بزرگش به‌خاطر این حادثه خراب شده، ملاقات می‌کند. وقتی آنها با هم صحبت می‌کنند، ناگهان چیزبرگرها از آسمان باریده می‌شوند؛ فلینت متوجه می‌شود که فلدسمدفر به‌خوبی در استراتوسفر کار می‌کند و از تراکم بخار آب در ابرها برای ایجاد سیستم‌های آب و هوایی بر پایه غذا استفاده می‌کند.
شهر در شادی از گزینه‌های غذایی جدید خود جشن می‌گیرد و آبشار اسوالو به چیوانداسوالو تغییر نام می‌دهد و به مقصدی برای گردشگری غذایی تبدیل می‌شود، به این ترتیب فلینت به یک شخصیت محلی مشهور تبدیل می‌شود. فلینت و سم بعد از اینکه متوجه می‌شوند هر دو به‌خاطر ظاهرشان و عشق به علم مورد آزار قرار گرفته‌اند، به همدیگر علاقه‌مند می‌شوند. اما فلینت متوجه می‌شود که غذاها شروع به «جهش بیش از حد» کرده‌اند و هم بزرگتر و هم از نظر مولکولی ناپایدارتر شده‌اند. او تلاش می‌کند شهردار شلبورن که حالا به شدت چاق شده است را از این که فلدسمدفر در حال خراب شدن است، مطلع کند، اما شلبورن تنها به دنبال غذا و گردشگری بیشتر است. پس از آنکه یک گردباد از ماکارونی و کوفته‌قلقلی‌ها تهدیدی برای شهر ایجاد می‌کند، فلینت سعی می‌کند فلدسمدفر را خاموش کند. شلبورن به‌طور تصادفی پنل کنترل فلینت را در تلاش برای متوقف کردن او تخریب می‌کند، که این باعث می‌شود فلدسمدفر از کنترل خارج شده و یک «طوفان غذایی» بزرگ در سطح زمین ایجاد کند.
فلینت یک کد خاموشی را در یک یواس‌بی فلش درایو قرار می‌دهد و یک ماشین پرنده می‌سازد تا به فلدسمدفر برسد و آن را نابود کند. به همراه سم، فیلم‌بردار او مانی، استیو و ماسکوت سابق شهر «بچه» برنت مک‌هیل، آنها به سمت فلدسمدفر نزدیک می‌شوند و متوجه می‌شوند که این دستگاه خود را با یک کوفته‌قلقلی غول‌پیکر احاطه کرده است تا از آن محافظت کند. وقتی به درون می‌رسند، فلش درایو با کد خاموشی را گم می‌کنند و توسط مرغ‌های کبابی غول‌پیکر مورد حمله قرار می‌گیرند. برنت توسط یکی از آنها بلعیده می‌شود، اما آن را بی‌نسبت سرکوب کرده و به عنوان زره استفاده می‌کند تا با دیگران مبارزه کند. فلینت و سم سعی می‌کنند به پایین مرکز کوفته‌قلقلی بروند، اما برخی از ترد بادام زمینی باعث بروز حساسیت‌های بادام زمینی سم می‌شود. سم از ترک فلینت امتناع می‌کند و آنها عشق خود را به یکدیگر ابراز می‌کنند. برای نجات سم، فلینت طناب را قطع کرده و به سمت فلدسمدفر می‌افتد، در حالی که برنت سم را برای دریافت مراقبت پزشکی به عقب می‌برد.
در آبشار اسوالو، اهالی شهر بر روی قایق‌های ساخته شده از غذاهای غول‌پیکر تخلیه می‌شوند، در حالی که تیم برای آپلود یک کد خاموشی به تلفن فلینت باقی می‌ماند. فلینت از این کد روی دستگاه استفاده می‌کند که نشان می‌دهد این دستگاه به یک ذهن مستقل تبدیل شده است. زمانی که فلینت متوجه می‌شود تیم به‌طور تصادفی فایل اشتباه را ارسال کرده، از فرمول اسپری کفش استفاده می‌کند تا دستگاه را مختل کند که این باعث انفجار آن و کوفته‌قلقلی غول‌پیکر می‌شود در حالی که او به سمت زمین سقوط می‌کند. اهالی شهر فلینت را به عنوان یک قهرمان تشویق می‌کنند و تیم در نهایت قدردانی خود را از پسرش نشان می‌دهد، در حالی که سم و فلینت یک بوسه به اشتراک می‌گذارند.

## صداپیشگان
- بیل هیدر در نقش فلینت لاکوود، مخترع جوان ناموفق و خجالتی اما مصمم و دوست سَم.
- مکس نیوورتس در نقش کودکی فلینت.
- آنا فاریس در نقش سامانتا «سم» اسپارکس، هواشناس شهر نیویورک و دوست فلینت.
- نیل پاتریک هریس در نقش استیو، حیوان خانگی فلینت (میمون وروت) و بهترین دوست او که با یک مترجم که فلینت اختراع کرده است صحبت می‌کند.
- جیمز کان در نقش تیموتی «تیم» لاکوود، پدر ماهیگیر و فناوری‌هراس فلینت.
- بروس کمبل در نقش شهردار شلبورن، شهردار بی‌لیاقت.
- اندی سمبرگ در نقش «بیبی» برنت مک‌هیل، طلسم مغرور و کم‌هوش کارخانه ساردین‌سازی.
- آقای تی در نقش افسر ارل دوراکس، افسر ورزشکار پلیس و پدر کال.
- بابی چی تامپسون در نقش کالوین «کال» دوراکس، پسر نوجوان ارل.
- بنجامین برت در نقش منی، دکتر، فیلم‌بردار، خلبان و کمدین گواتمالایی سم.
- ویل فورته در نقش جو تاون، یک ردنک.
- آنجلا وی شلتون در نقش رجینا دوراکس، همسر ارل و مادر کال.